# Spoorlijn Prievidza – Horná Štubňa

Spoorkaart van Slowakije

De spoorlijn Prievidza – Horná Štubňa (lijn nummer 145) is een secundaire enkelsporige lijn in het centrum van Slowakije die Prievidza en Horná Štubňa met elkaar verbindt.
Deze lijn -die een schakel vormt tussen de toeristische gewesten Horná Nitra (Okres Prievidza) en Turiec (Okres Žilina en Martin)- is 37 kilometer lang en doorkruist de bergen Žiar en Kremnické. Ze vereiste de bouw van 4 bruggen en 6 tunnels.

## Ligging
Spoorlijn 145 bedient de stad Prievidza, vervolgens de dorpen Chrenovec, Jalovec en Ráztočno, gevolgd door een halte in de stad Handlová en Remata. Via de Bralsky-tunnel kruist de lijn het Žiar-gebergte en komt ze het dorp Sklené binnen: de laatste halte vóór Horná Štubňa. In Horná Štubňa is er aansluiting met lijn 171 die Diviaky en Zvolen met elkaar verbindt, via Kremnica. 

## Geschiedenis
De lijn Prievidza – Horná Štubňa werd in twee delen voor het spoorverkeer opengesteld.
Het eerste deel, met andere woorden: het traject Prievidza – Handlová (19 kilometer), leidt door een korte tunnel en werd op 15 februari 1913 in gebruik genomen. In die tijd werd de lijn in hoofdzaak gebruikt voor het transport van bruinkool uit de mijngebieden rond Handlová.
De aanleg van het tweede deel (Handlová - Horná Štubňa) (18,6 kilometer) was technisch zeer veeleisend: dit was het meest complexe spoorwegproject dat tijdens het interbellum gerealiseerd werd. De bouwingenieurs gebruikten voor de route een gedetailleerd constructieontwerp van vóór 1918. De moeilijkheden op het terrein waren extreem en de natuurlijke obstakels waren veel groter dan op andere lijnen. De spoorlijn moest doorheen een gesloten circuit van aanzienlijk hoge heuvels. Om dat mogelijk te maken werd uitzonderlijk afgeweken van de maximaal toelaatbare helling (14 ‰) en werd bij uitzondering 16 ‰ als maximum gehanteerd. Evenzo werd exceptioneel de straal van de kleinste boog herleid van 400 naar 300 meter. Bovendien moest er een tunnel met een lengte van drie kilometer gebouwd worden, om het Žiar-gebergte te doorkruisen. Deze tunnel was destijds de langste in Tsjecho-Slowakije. Er werden nog vier korte tunnels gebouwd, zo onder meer de tunnel bij Horná Štubňa, die het mogelijk maakte de lijn aan te sluiten op de reeds bestaande spoorlijn richting Zvolen.
De constructie van de lijn begon in 1928 en ze werd in gebruik genomen op 20 december 1931. De kostprijs bedroeg 152 miljoen Tsjecho-Slowaakse kronen.
Op 1 januari 1993 werd de spoorlijn, als gevolg van het uiteenvallen van Tsjecho-Slowakije, overgedragen aan de nieuw opgerichte Železnice Slovenskej Republiky (ŽSR).

## Treindienst
Anno 2023 rijden er stoptreinen (Os - Omnibus) voor passagiersvervoer. Er rijden ook goederentreinen voor steenkooltransport van Bane Handlová naar de elektriciteitscentrale in Nováky.

## Stations, stopplaatsen en kunstwerken

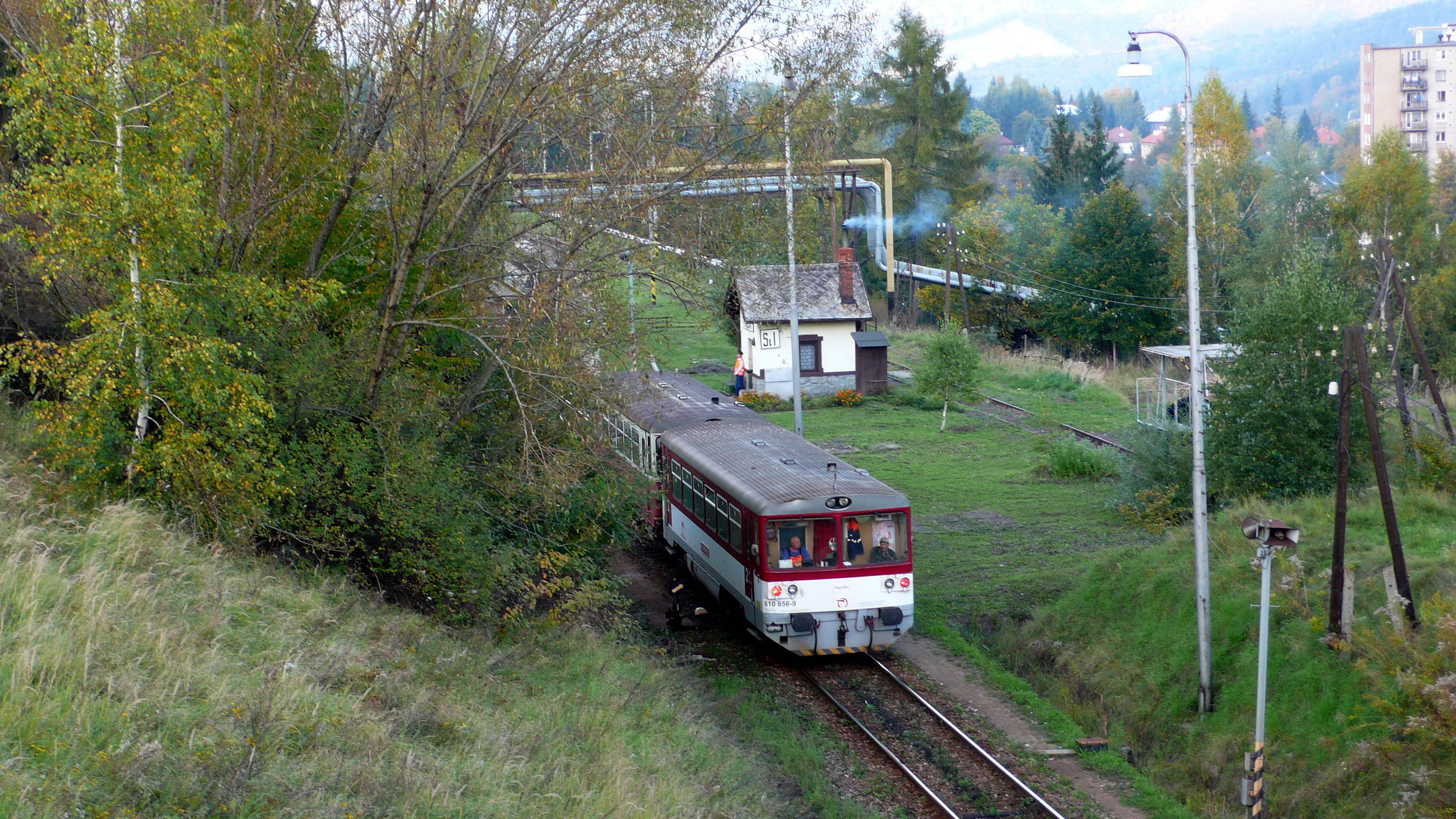
De omgeving van station Handlová

De lijn bedient de volgende stations (s) en haltes:
- Prievidza (s)
- Chrenovec (s)
- Jalovec
- Ráztočno
- Handlová (s)
- Remata (ook wel Remäta genoemd) [2]
- Sklené pri Handlovej (s)
- Horná Štubňa (s)